# Nokardios
Nokardios är en sällsynt bakteriell sjukdom som drabbar människan. Det är jordbakterien Nocardia som kan infektera en människa genom inandning. Inkubationstiden antas vara någonstans mellan ett par dygn till några veckor. Diagnos görs genom odling eller direktmikroskopi.
Det är inte alla som smittas som blir sjuka; framförallt smittas personer med nedsatt immunförsvar. Hos de som blir sjuka ses ofta en kronisk varig infektion i lungorna. Bakterien kan spridas med blodet och sätta sig på andra organ som till exempel hjärnan och orsaka livshotande infektion.
Obehandlad Nokardios kan vara dödlig. Behandling ges i form av antibiotika, ofta under lång tid och ibland i kombination med kirurgiskt ingrepp.
Sjukdomen smittar ej mellan människor och faller inte under smittskyddslagen.
ICD-10 diagnoskoden är A43.